# Lola Young
Lola Emily Mary Young (* 4. ledna 2001, Londýn) je britská zpěvačka a skladatelka pocházející z Londýna.
Lola Young získala mnoho nominací na hudební ocenění. Byla nominována na BRIT Awards jako Rising Star v roce 2021 a umístila se na čtvrtém místě v soutěži BBC Sound of 2022.

## Život
Lola Young vyrostla ve čtvrti Beckenham v Londýně. Její otec má jamajské a čínské kořeny, matka je Angličanka. Její hudební nadání rozvíjela matka a nevlastní otec, baskytarista. Její prateta Julia Donaldson, autorka knihy Gruffalo (1999), ovlivnila její tvůrčí vývoj. V šesti letech začala Lola s lekcemi klavíru, kytary a zpěvu a od 11 let se věnuje také psaní písní.

### 2013–2017: Začátky kariéry
Lola Young se od raného věku účastnila pěveckých soutěží Open Mic UK. V 15 letech v soutěži vyhrála s písní „Never Enough“ a získala tak 5 000 £ na svůj hudební rozvoj. Upoutala pozornost Nicka Shymanského, bývalého manažera Amy Winehouse, a Nicka Huggetta, který jako první podepsal smlouvu s Adele. Oba se brzy stali jejími manažery.

### 2018–2023: Průlom
V roce 2019 Young podepsala smlouvu s Island Records a vydala svůj debutový singl „6 Feet Under“, po kterém následovalo EP Intro. Její další EP Renaissance vyšlo 28. dubna 2020. V roce 2021 získala uznání za své vystoupení v The Late Late Show s Jamesem Cordenem. Byla nominována na Brit Award. V roce 2023 jí vyšlo album My Mind Wanders and Sometimes Leaves Completely.

### 2024–současnost:This Wasn't Meant for You Anyway
Druhé album Loly Young This Wasn't Meant for You Anyway vyšlo 21. června 2024. Obsahuje také singl „Messy“.

## Osobní život
Lola Young zveřejnila, že v 17 letech jí byla diagnostikována schizoafektivní porucha a později ADHD.